# Jean Jadot (Bischof)

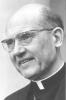
Jean Jadot

Jean Jadot (* 23. November 1909 in Brüssel, Belgien; † 21. Januar 2009 in Sint-Pieters-Woluwe, Belgien) war ein Kurienerzbischof der römisch-katholischen Kirche.

## Leben
Jean Jadot stammte aus einer Familie des gehobenen belgischen Bürgertums, sein Vater war Elektroingenieur, die Mutter eine Tochter des bekannten Architekten Octave Flanneau. Jadot studierte an der Katholischen Universität Löwen. Mit 21 Jahren wurde er dort mit einer philosophischen Arbeit über die Denkweise von Alfred Edward Taylor magna cum laude promoviert. Am 11. Februar 1934 empfing er die Priesterweihe. Von 1934 bis 1940 war er Seelsorger in Brüssel, von 1939 bis 1952 war er als Kaplan in der Jugendarbeit sowie in der Militärseelsorge tätig. Von 1952 bis 1960 war er Militärpfarrer in Belgisch-Kongo, von 1960 bis 1968 Direktor des belgischen Werkes der Glaubensverbreitung.
1968 wurde er von Paul VI. zum Titularerzbischof von Zuri ernannt und zum Apostolischen Delegaten in Laos, Singapur und Malaysia bestellt. Die Bischofsweihe spendete ihm am 1. Mai 1968 Léon-Joseph Kardinal Suenens; Mitkonsekratoren waren der Kurienbischof Silvio Angelo Pio Oddi und der Bischof von Namur, André Marie Charue.
1969 wurde er Apostolischer Pro-Nuntius in Thailand. 1971 erfolgte die Ernennung zum Delegaten in Äquatorialguinea sowie zum Pro-Nuntius in Gabun und Kamerun. 1973 ernannte ihn Paul VI. zum ständigen Beobachter bei der Organisation Amerikanischer Staaten in Washington, D.C. und Apostolischen Delegaten der Vereinigten Staaten von Amerika. 1980 wurde er von Papst Johannes Paul II. in der Römischen Kurie eingesetzt und zum Präsidenten des Sekretariats für Nicht-Christen ernannt. Seinem Rücktrittsgesuch wurde 1984 durch Johannes Paul II. stattgegeben.

## Wirken
Sein Wirken war geprägt von Jacques Leclercq und dem benediktinischen Ökumeniker Lambert Beauduin OSB.
Jean Jadot war maßgeblich am Aufbau der römisch-katholischen Kirche in den Vereinigten Staaten beteiligt. In seiner Amtszeit als vatikanischer Stellvertreter wurden 103 neue Bischöfe und 15 neue Erzbischöfe ernannt. Er wurde besonders von den progressiv denkenden US-amerikanischen Katholiken in der Zeit nach dem Zweiten Vatikanischen Konzil verehrt; die auf seinen Wirken hin vom Papst ernannten Bischöfe hatten den Spitznamen „Jadot boys“. 1982 weihte er Robert F. Prevost, den heutigen Papst Leo XIV., zum Priester.
Jadot war Ehrenkanoniker der St. Rumbolds Kathedrale in Mechelen. 2006 wurde er mit dem „Hans Küng Rights of Catholics in the Church Award“ ausgezeichnet.